# Sudamericano de Rugby 1995
El Sudamericano de Rugby de 1995 lo disputaron las selecciones de Argentina, Chile, Paraguay y Uruguay con el formato de cuadrangular a una sola ronda. Los 6 partidos se disputaron en 4 ciudades, dos en Asunción, dos en Santiago, uno en Montevideo y uno en Posadas; el resultado más abultado fue el que Paraguay de local perdió frente a Argentina 103 - 9. 

## Equipos participantes
- Selección de rugby de Argentina (Los Pumas)
- Selección de rugby de Chile (Los Cóndores)
- Selección de rugby de Paraguay (Los Yacarés)
- Selección de rugby de Uruguay (Los Teros)

## Posiciones
| Pos. | Equipo    | Encuentros | Encuentros | Encuentros | Encuentros | Tantos  | Tantos    | Tantos     | Puntos |
| Pos. | Equipo    | jugados    | ganados    | empatados  | perdidos   | a favor | en contra | diferencia | Puntos |
| ---- | --------- | ---------- | ---------- | ---------- | ---------- | ------- | --------- | ---------- | ------ |
| 1    | Argentina | 3          | 3          | 0          | 0          | 233     | 49        | + 184      | 6      |
| 2    | Uruguay   | 3          | 2          | 0          | 1          | 116     | 77        | + 39       | 4      |
| 3    | Chile     | 3          | 1          | 0          | 2          | 40      | 123       | - 83       | 2      |
| 4    | Paraguay  | 3          | 0          | 0          | 3          | 35      | 175       | - 140      | 0      |

Nota: Se otorgan 2 puntos al equipo que gane un partido, 1 al que empate, 0 al que pierda

## Resultados[1]
| 22 de septiembre | Paraguay | 14 - 24 | Chile |  |  |

| 24 de septiembre | Paraguay | 9 - 103 | Argentina | Estadio de las Fuerzas, Asunción, Paraguay |  |

| 24 de septiembre | Chile | 13 - 31 | Uruguay | cancha del Stade Francais, Santiago, Chile |  |

| 30 de septiembre | Paraguay | 12 - 48 | Uruguay | cancha del Carrasco Polo Club, Montevideo, Uruguay |  |
|                  |          | Reporte |         |                                                    |  |

| 30 de septiembre | Chile | 3 - 78 | Argentina | cancha del Stade Francais, Santiago, Chile |  |

| 8 de octubre | Uruguay | 37 - 52 | Argentina | cancha de Tacurú Social Club, Posadas, Argentina |                              |
|              |         | Reporte |           | Árbitro(s): Ángel Labbe Soto                     | Árbitro(s): Ángel Labbe Soto |

| Bandera de Argentina |
| Campeón Argentina    |
| Décimo octavo título |